# Coppa del Mondo di salto con gli sci 2026
La Coppa del Mondo di salto con gli sci 2026 sarà la quarantottesima edizione della manifestazione organizzata dalla Federazione internazionale sci e snowboard, la quindicesima a prevedere un circuito di gare femminili. Durante la stagione si terranno a Oberstdorf i Campionati mondiali di volo con gli sci 2026 e a Predazzo le gare di salto con gli sci ai XXV Giochi olimpici invernali di Milano Cortina 2026, non validi ai fini della Coppa del Mondo, il cui calendario contemplerà dunque interruzioni nei mesi di gennaio e febbraio. In seguito all'invasione russa dell'Ucraina del 2022, gli atleti russi e bielorussi sono stati esclusi dalle competizioni.
La stagione maschile inizierà il 22 novembre 2025 a Lillehammer, in Norvegia, e si concluderà il 29 marzo 2026 a Planica, in Slovenia. Sono in programma 29 gare individuali e 3 a squadre, in 18 tappe: 1 su trampolino normale, 24 su trampolino lungo, 7 su trampolino per il volo. L'austriaco Daniel Tschofenig è il detentore uscente sia della Coppa generale, sia del Torneo dei quattro trampolini.
La stagione femminile inizierà il 22 novembre 2025 a Lillehammer, in Norvegia, e si concluderà il 28 marzo 2026 a Planica, in Slovenia. Sono in programma 30 gare, tutte individuali, in 17 tappe: 9 su trampolino normale, 18 su trampolino lungo, 3 su trampolino per il volo. La slovena Nika Prevc è la detentrice uscente della Coppa generale.
Sono state inserite in calendario 3 gare a squadre miste, tutte su trampolino lungo, tra le quali quella del 21 novembre a Lillehammer che inaugurerà la stagione.

## Uomini

### Risultati
| Data                          | Località               | Nazione     | Trampolino                 | Spec. | Primo | Secondo | Terzo |
| ----------------------------- | ---------------------- | ----------- | -------------------------- | ----- | ----- | ------- | ----- |
| 22 novembre 2025              | Lillehammer            | Norvegia    | Lysgårdsbakken HS140       | LH    |       |         |       |
| 23 novembre 2025              | Lillehammer            | Norvegia    | Lysgårdsbakken HS140       | LH    |       |         |       |
| 25 novembre 2025              | Falun                  | Svezia      | Lugnet HS105               | NH    |       |         |       |
| 26 novembre 2025              | Falun                  | Svezia      | Lugnet HS134               | LH    |       |         |       |
| 29 novembre 2025              | Kuusamo                | Finlandia   | Rukatunturi HS142          | LH    |       |         |       |
| 30 novembre 2025              | Kuusamo                | Finlandia   | Rukatunturi HS142          | LH    |       |         |       |
| 6 dicembre 2025               | Wisła                  | Polonia     | Malinka HS134              | LH    |       |         |       |
| 7 dicembre 2025               | Wisła                  | Polonia     | Malinka HS134              | LH    |       |         |       |
| 13 dicembre 2025              | Lake Placid            | Stati Uniti | MacKenzie HS128            | LH    |       |         |       |
| 20 dicembre 2025              | Engelberg              | Svizzera    | Gross-Titlis-Schanze HS140 | LH    |       |         |       |
| 21 dicembre 2025              | Engelberg              | Svizzera    | Gross-Titlis-Schanze HS140 | LH    |       |         |       |
| Torneo dei quattro trampolini |                        |             |                            |       |       |         |       |
| 29 dicembre 2025              | Oberstdorf             | Germania    | Schattenberg HS137         | LH    |       |         |       |
| 1º gennaio 2026               | Garmisch-Partenkirchen | Germania    | Große Olympiaschanze HS142 | LH    |       |         |       |
| 4 gennaio 2026                | Innsbruck              | Austria     | Bergisel HS124             | LH    |       |         |       |
| 6 gennaio 2026                | Bischofshofen          | Austria     | Paul Ausserleitner HS142   | LH    |       |         |       |
| 10 gennaio 2026               | Zakopane               | Polonia     | Wielka Krokiew HS140       | TL LH |       |         |       |
| 11 gennaio 2026               | Zakopane               | Polonia     | Wielka Krokiew HS140       | LH    |       |         |       |
| 17 gennaio 2026               | Sapporo                | Giappone    | Ōkurayama HS137            | LH    |       |         |       |
| 18 gennaio 2026               | Sapporo                | Giappone    | Ōkurayama HS137            | LH    |       |         |       |
| 31 gennaio 2026               | Willingen              | Germania    | Mühlenkopf HS147           | LH    |       |         |       |
| 1º febbraio 2026              | Willingen              | Germania    | Mühlenkopf HS147           | LH    |       |         |       |
| 28 febbraio 2026              | Bad Mitterndorf        | Austria     | Kulm HS235                 | FH    |       |         |       |
| 1º marzo 2026                 | Bad Mitterndorf        | Austria     | Kulm HS235                 | FH    |       |         |       |
| 7 marzo 2026                  | Lahti                  | Norvegia    | Salpausselkä HS130         | LH    |       |         |       |
| 8 marzo 2026                  | Lahti                  | Norvegia    | Salpausselkä HS130         | TL LH |       |         |       |
| 14 marzo 2026                 | Oslo                   | Norvegia    | Holmenkollen HS134         | LH    |       |         |       |
| 15 marzo 2026                 | Oslo                   | Norvegia    | Holmenkollen HS134         | LH    |       |         |       |
| 21 marzo 2026                 | Vikersund              | Norvegia    | Vikersundbakken HS240      | FH    |       |         |       |
| 22 marzo 2026                 | Vikersund              | Norvegia    | Vikersundbakken HS240      | FH    |       |         |       |
| 27 marzo 2026                 | Planica                | Slovenia    | Letalnica HS240            | FH    |       |         |       |
| 28 marzo 2026                 | Planica                | Slovenia    | Letalnica HS240            | TL FH |       |         |       |
| 29 marzo 2026                 | Planica                | Slovenia    | Letalnica HS240            | FH    |       |         |       |

Legenda:

NH = trampolino normale

LH = trampolino lungo

FH = volo con gli sci

TL = gara a squadre

### Classifiche

#### Generale
| Pos. | Nome | Nazione | Punti |
| ---- | ---- | ------- | ----- |
| 1    |      |         |       |
| 2    |      |         |       |
| 3    |      |         |       |
| 4    |      |         |       |
| 5    |      |         |       |
| 6    |      |         |       |
| 7    |      |         |       |
| 8    |      |         |       |
| 9    |      |         |       |
| 10   |      |         |       |

#### Torneo dei quattro trampolini
| Pos. | Nome | Nazione | Punti |
| ---- | ---- | ------- | ----- |
| 1    |      |         |       |
| 2    |      |         |       |
| 3    |      |         |       |
| 4    |      |         |       |
| 5    |      |         |       |

#### Volo
| Pos. | Nome | Nazione | Punti |
| ---- | ---- | ------- | ----- |
| 1    |      |         |       |
| 2    |      |         |       |
| 3    |      |         |       |
| 4    |      |         |       |
| 5    |      |         |       |

#### Nazioni
| Pos. | Nazione | Punti |
| ---- | ------- | ----- |
| 1    |         |       |
| 2    |         |       |
| 3    |         |       |
| 4    |         |       |
| 5    |         |       |
| 6    |         |       |
| 7    |         |       |
| 8    |         |       |
| 9    |         |       |
| 10   |         |       |

## Donne

### Risultati
| Data             | Località               | Nazione     | Trampolino                 | Spec. | Prima | Seconda | Terza |
| ---------------- | ---------------------- | ----------- | -------------------------- | ----- | ----- | ------- | ----- |
| 22 novembre 2025 | Lillehammer            | Norvegia    | Lysgårdsbakken HS140       | LH    |       |         |       |
| 23 novembre 2025 | Lillehammer            | Norvegia    | Lysgårdsbakken HS140       | LH    |       |         |       |
| 28 novembre 2025 | Falun                  | Svezia      | Lugnet HS105               | NH    |       |         |       |
| 30 novembre 2025 | Falun                  | Svezia      | Lugnet HS134               | LH    |       |         |       |
| 4 dicembre 2025  | Wisła                  | Polonia     | Malinka HS134              | LH    |       |         |       |
| 5 dicembre 2025  | Wisła                  | Polonia     | Malinka HS134              | LH    |       |         |       |
| 13 dicembre 2025 | Lake Placid            | Stati Uniti | MacKenzie HS128            | LH    |       |         |       |
| 20 dicembre 2025 | Engelberg              | Svizzera    | Gross-Titlis-Schanze HS140 | LH    |       |         |       |
| 21 dicembre 2025 | Engelberg              | Svizzera    | Gross-Titlis-Schanze HS140 | LH    |       |         |       |
| 31 dicembre 2025 | Garmisch-Partenkirchen | Germania    | Große Olympiaschanze HS142 | LH    |       |         |       |
| 1º gennaio 2026  | Oberstdorf             | Germania    | Schattenberg HS137         | LH    |       |         |       |
| 5 gennaio 2026   | Villaco                | Austria     | Villacher Alpenarena HS98  | NH    |       |         |       |
| 6 gennaio 2026   | Villaco                | Austria     | Villacher Alpenarena HS98  | NH    |       |         |       |
| 10 gennaio 2026  | Ljubno                 | Slovenia    | Logarska dolina HS94       | NH    |       |         |       |
| 11 gennaio 2026  | Ljubno                 | Slovenia    | Logarska dolina HS94       | NH    |       |         |       |
| 20 gennaio 2026  | Zaō                    | Giappone    | Yamagata HS102             | NH    |       |         |       |
| 21 gennaio 2026  | Zaō                    | Giappone    | Yamagata HS102             | NH    |       |         |       |
| 24 gennaio 2026  | Sapporo                | Giappone    | Ōkurayama HS134            | LH    |       |         |       |
| 25 gennaio 2026  | Sapporo                | Giappone    | Ōkurayama HS134            | LH    |       |         |       |
| 31 gennaio 2026  | Willingen              | Germania    | Mühlenkopf HS147           | LH    |       |         |       |
| 1º febbraio 2026 | Willingen              | Germania    | Mühlenkopf HS147           | LH    |       |         |       |
| 28 febbraio 2026 | Hinzenbach             | Austria     | Aigner HS90                | NH    |       |         |       |
| 1º marzo 2026    | Hinzenbach             | Austria     | Aigner HS90                | NH    |       |         |       |
| 6 marzo 2026     | Lahti                  | Finlandia   | Salpausselkä HS130         | LH    |       |         |       |
| 7 marzo 2026     | Lahti                  | Finlandia   | Salpausselkä HS130         | LH    |       |         |       |
| 14 marzo 2026    | Oslo Holmenkollen      | Norvegia    | Holmenkollen HS134         | LH    |       |         |       |
| 15 marzo 2026    | Oslo Holmenkollen      | Norvegia    | Holmenkollen HS134         | LH    |       |         |       |
| 21 marzo 2026    | Vikersund              | Norvegia    | Vikersundbakken HS240      | FH    |       |         |       |
| 22 marzo 2026    | Vikersund              | Norvegia    | Vikersundbakken HS240      | FH    |       |         |       |
| 28 marzo 2026    | Planica                | Slovenia    | Letalnica HS240            | FH    |       |         |       |

Legenda:

NH = trampolino normale

LH = trampolino lungo

FH = volo con gli sci

TL = gara a squadre

### Classifiche

#### Generale
| Pos. | Nome | Nazione | Punti |
| ---- | ---- | ------- | ----- |
| 1    |      |         |       |
| 2    |      |         |       |
| 3    |      |         |       |
| 4    |      |         |       |
| 5    |      |         |       |
| 6    |      |         |       |
| 7    |      |         |       |
| 8    |      |         |       |
| 9    |      |         |       |
| 10   |      |         |       |

#### Volo
| Pos. | Nome | Nazione | Punti |
| ---- | ---- | ------- | ----- |
| 1    |      |         |       |
| 2    |      |         |       |
| 3    |      |         |       |
| 4    |      |         |       |
| 5    |      |         |       |

#### Nazioni
| Pos. | Nazione | Punti |
| ---- | ------- | ----- |
| 1    |         |       |
| 2    |         |       |
| 3    |         |       |
| 4    |         |       |
| 5    |         |       |
| 6    |         |       |
| 7    |         |       |
| 8    |         |       |
| 9    |         |       |
| 10   |         |       |

## Misto

### Risultati
| Data             | Località    | Nazione     | Trampolino           | Spec. | Prima | Seconda | Terza |
| ---------------- | ----------- | ----------- | -------------------- | ----- | ----- | ------- | ----- |
| 21 novembre 2025 | Lillehammer | Norvegia    | Lysgårdsbakken HS140 | TL LH |       |         |       |
| 14 dicembre 2025 | Lake Placid | Stati Uniti | MacKenzie HS128      | TL LH |       |         |       |
| 30 gennaio 2026  | Willingen   | Germania    | Mühlenkopf HS147     | TL LH |       |         |       |

Legenda:

LH = trampolino lungo

TL = gara a squadre